# Diego Baiardi
Diego Baiardi (Vercelli, 10 maggio 1964) è un pianista e tastierista italiano.

## Biografia
Diego Baiardi è nato a Vercelli il 10 maggio 1964. Dai sette anni ha studiato pianoforte classico con Giuseppe Rosetta di Vercelli ed ha integrato la sua formazione di base con la licenza di teoria e solfeggio (Conservatorio di Alessandria). Dai diciassette anni ha concentrato lo studio sugli aspetti moderni della pianistica con Ettore Righello, pianista e arrangiatore della RAI di Milano per 5 anni. Dal 1985 inizia un'ininterrotta attività musicale che spazia in diversi ambiti della musica moderna.

## Didattica
Dal 1990 insegna Pianoforte moderno e tastiere presso la Nuova Audio Music Media (scuola legalmente riconosciuta Regione Lombardia). Dal 2004 insegna Pianoforte moderno presso la sezione Fabrizio De André delle Civiche Scuole di Bresso. Dal 2009 Master di pianoforte c/o VMS Italia.Insegna pianoforte e tastiere pop al Conservatorio Ghedini di Cuneo dal 2015

## Tour
- Roberto Vecchioni: Tour Milady
- Pacifico: Pacifico, Musica leggera e Dolci frutti tropicali
- Carlo Fava: Personaggi criminali
- Anna Oxa: Tour 2009

## Discografia
- Carlo Fava - Personaggi criminali
- Pacifico - Musica leggera, Dolci frutti tropicali
- Chip Ross - Another bridge crossed
- Adi Sousa - Dança da vida
- Massimo Minardi - Millennium bug
- Giangilberto Monti-Boris Vian: le canzoni.-Maledette canzoni
- Massimo Cavallaro-Giù al nord/Uomo. Music from Antonio Albanese
- Barlumen Léon Country- Deltaechopapazulu.-
- Pacifico-Ricordati di me.
- Diego Baiardi Quartet-Moti ondosi.
- Diego Baiardi Massimo Germini-Corde e martelli
- Marian Trapassi-Vi chiamerò per nome